# Le Jugement dernier (Fra Angelico)
Pour les articles homonymes, voir Jugement dernier (homonymie).

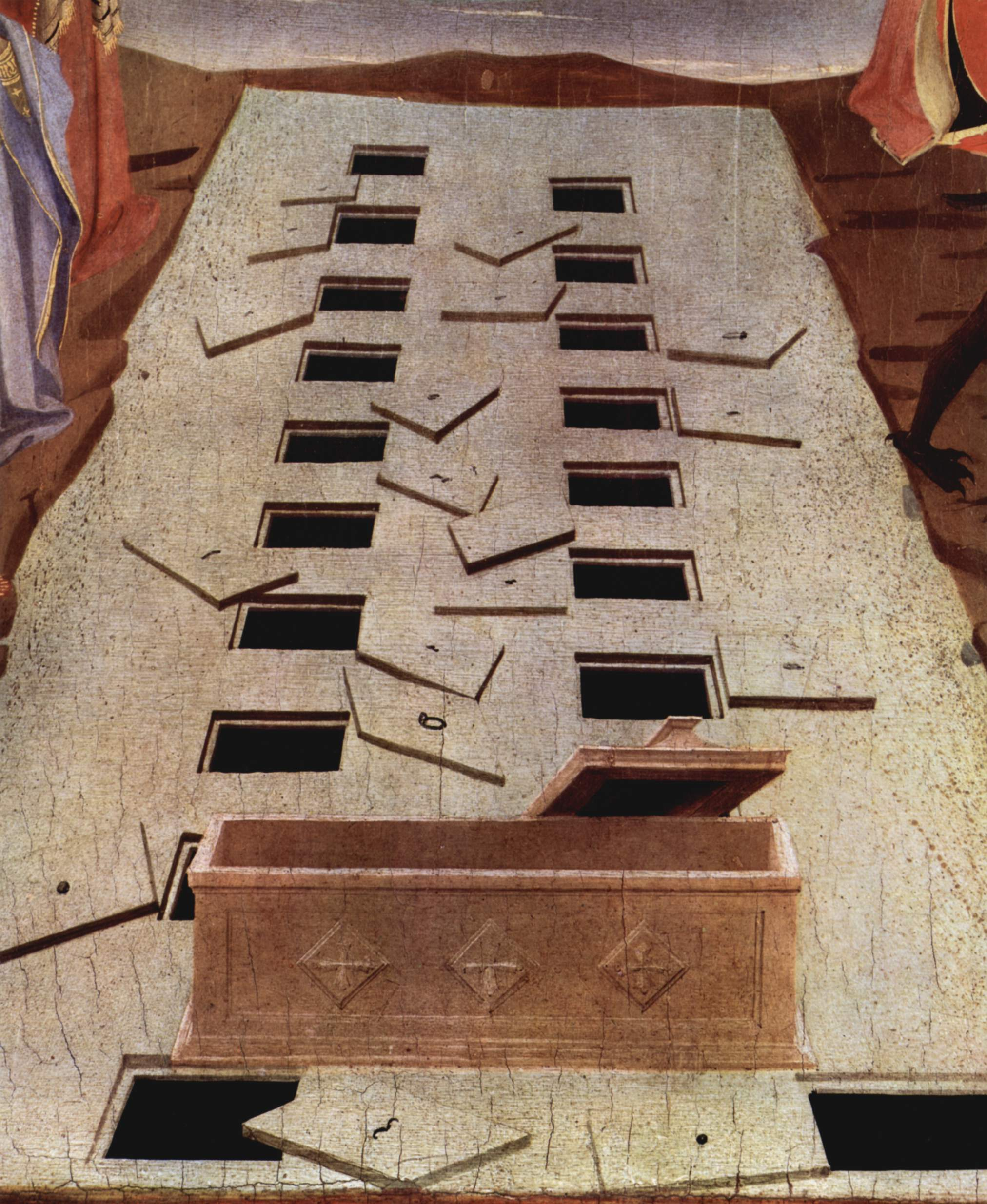
Les tombes ouvertes
détail - partie centrale

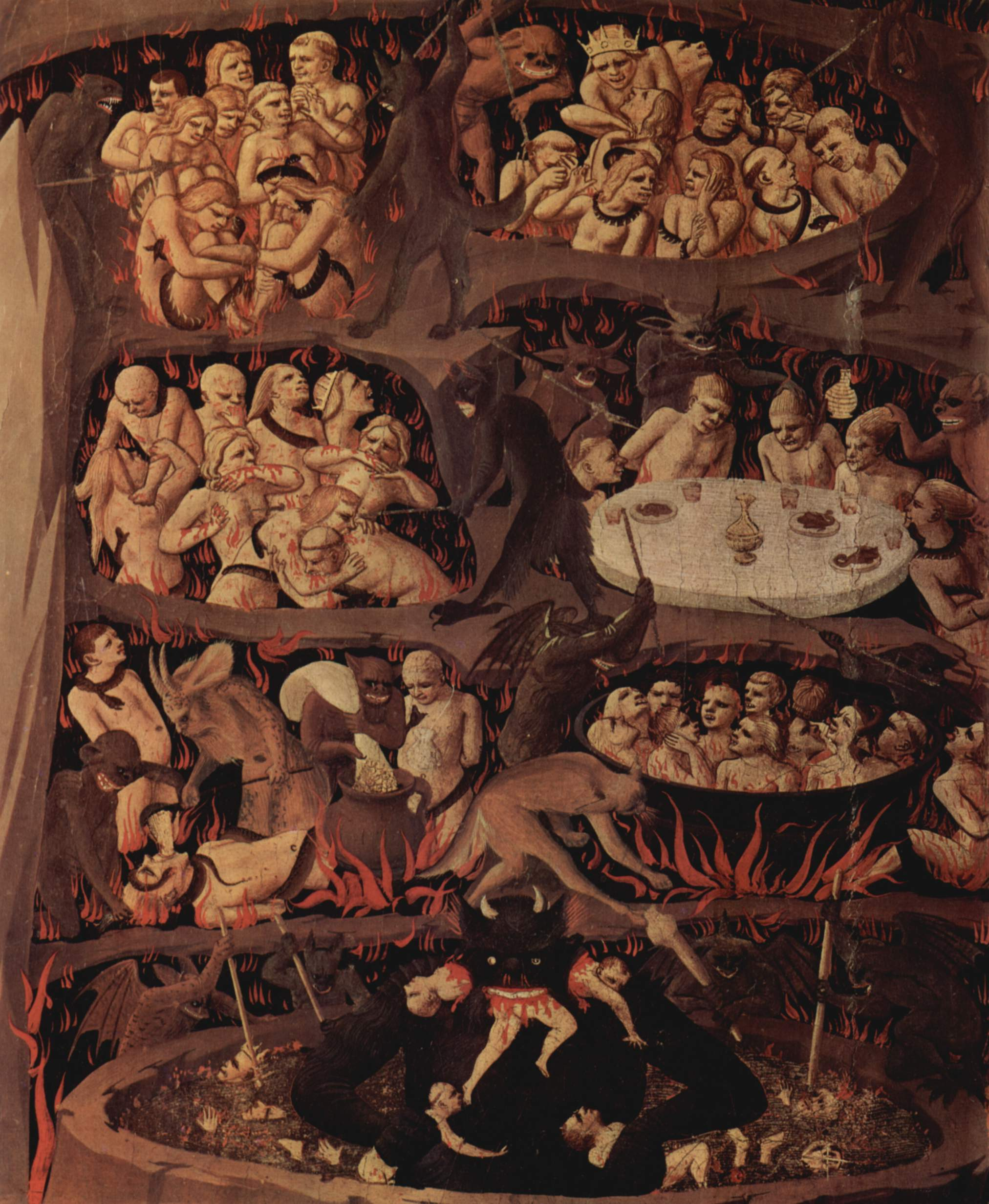
Les supplices de l'enfer
détail - partie droite

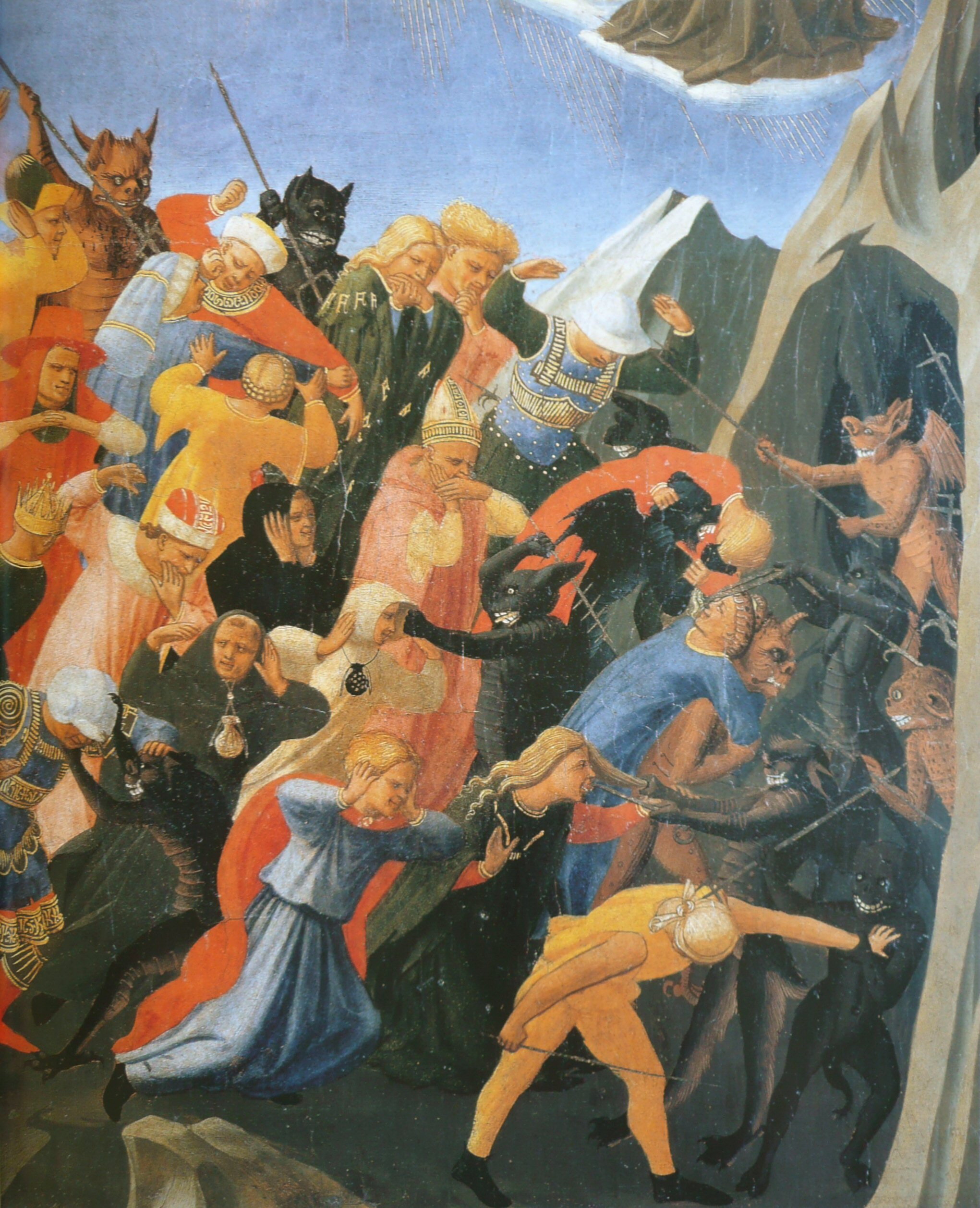
Les damnés poussés par les démons
détail - à droite de la partie centrale

Le Jugement dernier  (Il Giudizio Universale) est un tableau de Fra Angelico, conservé au musée national du couvent San Marco de Florence.

## Historique
À la suite d'une commande de l'Oratorio degli Scolari de Santa Maria degli Angioli au cours de l'été 1431, Fra Angelico réalise ce tableau en tempera et or sur bois de 105 × 210 cm, entre 1431 et 1435, et sa forme particulière supérieure est due à son emplacement initial dans la partie droite du chœur, au-dessus du siège de l'officiant pendant la grand-messe.
Si la partie du Paradis est entièrement de la main du maître, l'Enfer serait de la main de ses élèves.
Il est aujourd'hui exposé dans la salle de l'Hospice des pèlerins du musée national du couvent San Marco, à Florence.

## Thème
Le Jugement dernier est un des thèmes de l'iconographie de la peinture chrétienne, issu du Nouveau Testament :
Jésus juge le monde depuis le ciel, entouré des saints et des prophètes reconnaissables à leurs attributs, les humains sont définis en deux groupes : 
les bienheureux allant au paradis et les damnés destinés à l'enfer et à ses souffrances (séparation décrite par saint Matthieu).

## Composition
Jésus trône dans les cieux, représenté dans la partie haute du tableau à trois lobes circulaires. Il est entouré d'une mandorle de séraphins elle-même insérée dans un cercle d'anges accompagnés de deux figures d'intercesseurs : la Vierge Marie et Jean-Baptiste.
Dans les parties rondes latérales sont placés les saints et les prophètes.
Les humains sont divisés en deux groupes séparés par un alignement central de tombes ouvertes : à la droite de Jésus, les bienheureux agenouillés, à sa gauche les démons poussent les damnés vers une ouverture dans la montagne.
Dans les parties latérales : à la droite du Christ, un cercle d'anges dansant est surmonté de rayons dorés jaillissant de la porte du royaume de Dieu, illuminant les nouveaux élus revêtus d'une robe blanche. À la gauche du Christ, tous les supplices que subissent les damnés, chacun dans les cercles des différents tourments (détails qui font référence aux peintures exposées à l'époque en différents lieux de Florence, inspirées des descriptions de Dante Alighieri dans sa Divine Comédie).

## Analyse
De facture gothique (parties dorées, scènes détachées les unes des autres, couleurs chatoyantes) Fra Angelico introduit la perspective du Quattrocento avec, au premier plan, le sarcophage ouvert qui renforce l'effet perspectif de l'alignement fuyant des tombes ouvertes séparant les deux groupes humains, et des paysages.
La présence de 270 personnages rappelle la qualité technique du miniaturiste que fut d'abord Fra Angelico.
La porte du paradis rappelle la porte de  la cité fortifiée de Jérusalem des bas-reliefs de Lorenzo Ghiberti sur la porte nord du baptistère Saint-Jean (Florence).
Fra Angelico a traité le même thème du Jugement dernier, à fresque, à Orvieto dans la chapelle San Brizio (travail terminé par Luca Signorelli qui a représenté son portrait et le sien dans la partie Venue de l'Antéchrist).

## Sources